# Búrský kůň

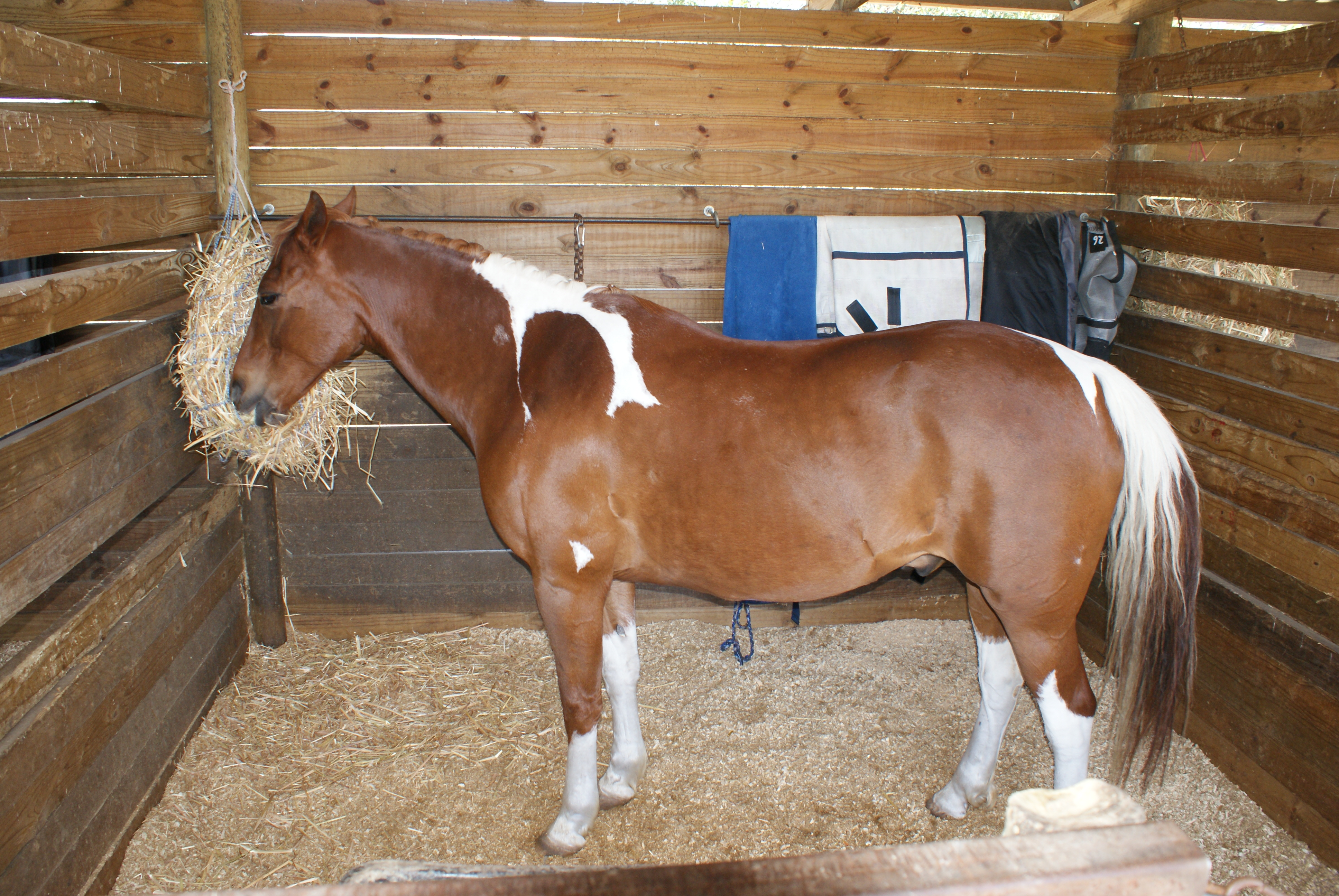
Boerperd

Búrský kůň, Boer nebo Boerperd je označení plemene koní.

## Historie
Búrský kůň pochází z jižní Afriky, kam se dostal s bílými osadníky v polovině 17. století. Za jeho zrodem stojí Jan Van Riebeeck, který dovážel různé koně, včetně perských koní a arabských plnokrevníků a křížil je s místními jihoafrickými poníky. K vyšlechtění búrského koně zřejmě přispěla krev různých plemen včetně anglického plnokrevníka, hackneye, norfolkského klusáka, clevelandského hnědáka a vlámských hřebců z Nizozemí.

## Vzhled
Búrský kůň je vysoký 142-160 cm. Má vysoko nesenou hlavu s typickým rovným profilem, středně dlouhý štíhlý krk, svažující se plece, hluboký hrudník, krátký, silný hřbet, svalnatou záď, štíhlé, silné nohy, tvrdá kopyta a vysoko nasazený ocas.

## Vlastnosti
Inteligentní, velmi silný a odolný. Je známý svým elegantním stylem a vysokou akcí, všestranně dobrou povahou a přátelskou osobností.

## Použití
Na konci 18. století si búrský kůň získal pověst víceúčelového plemene známého svou odolností a schopností pracovat tvrdě i při malých dávkách krmiva a přitom neztrácet dobrou kondici. Životní energie búrského koně vynesla plemeni světové uznání během búrské války, kdy tito koně vynikli při vojenských operacích. Lze ho využít k ježdění a zemědělským pracím, na westernovou jezdeckou disciplínu zvanou saddle seat, výstavu a jízdu v zápřahu.